# Carapebus
Carapebus és un municipi situat a l'estat brasiler de Rio de Janeiro. La seva població era de 10.170 habitants l'any 2005 i la seva superfície de 306 km².

## Toponímia
"Carapebus" és un terme d'origen tupí. Significa «riu dels carapebas» (carapeba, nom vulgar de Moharra rhombea)", a través de la unió dels mots aka'ra (acarà), peb (aplanat) i  'y  (aigua, riu).

## Esports
Carapebus Esporte Clube i Associação Atlética Carapebus són els clubs de futbol del municipi.